# Виомарк
Виома́рк (брет. Wiomarc, фр. Guyomarch; убит в 825) — руководитель антифранксского восстания бретонцев (822—825). Предположительно, граф Леона (818—825) и/или Корнуая (до 825), а также король Бретани (818 или 822—825).

## Биография
В современных Виомарку исторических источниках не содержится никаких сведений о его происхождении и отсутствуют данные о месте его правления. Однако историки XVII—XIX веков, основываясь на бретонских народных преданиях и данных ономастики, считали Виомарка сыном Морвана, называя его преемником отца в графстве Леон, а всех последующих правителей этого владения — его потомками. Так же распространёнными были мнения, согласно которым, Виомарк правил только графством Корнуай или этим и Леонским графством одновременно. На основании этих же источников Виомарку приписывалось и обладание титулом «король Бретани».
Первое достоверное свидетельство о Виомарке относится к 822 году, когда он был назван франкскими анналами главой нового восстания бретонцев. Для подавления мятежа осенью этого года в Бретань вторгся граф Нанта Ламберт I. Франки разорили некоторые районы полуострова, но не смогли положить конец восстанию. В 824 году император Людовик I Благочестивый был вынужден лично возглавить новый поход против Виомарка. Собранное в Рене большое войско было разделено на три части, которые возглавляли сам монарх и его сыновья, Пипин Аквитанский и Людовик Немецкий. В походе, начавшемся в ноябре месяце, участвовали и многие королевские вассалы, включая графов Ламберта Нантского и Матфрида Орлеанского. Франки более месяца опустошали бретонские земли, однако о каких-либо военных столкновениях источники не сообщают.
Разорение своих владений вынудило Виомарка искать примирения с франками. В мае 825 года вместе с другими представителями бретонской знати он прибыл в Ахен на генеральную ассамблею Франкской империи. Здесь Виомарк объявил о своей покорности Людовику Благочестивому, получил от императора прощение и принёс ему клятву верности, после чего с богатыми дарами возвратился в Бретань. Однако и впоследствии Виомарк продолжил нападать на земли королевских вассалов. В результате, в том же году он был схвачен в своём собственном доме людьми графа Нанта Ламберта I и убит.
Виомарк от брака с неизвестной по имени женщиной имел единственного сына Пириниса, который унаследовал леонские владения своего отца.